# Niéguéma
Niéguéma est une commune rurale située dans le département de Bama de la province du Houet dans la région des Hauts-Bassins au Burkina Faso.

## Géographie
Localisée sur les rives du Mouhoun, Niéguéma est située à 12 km au nord-est de Bama.